# Andrew Fisher

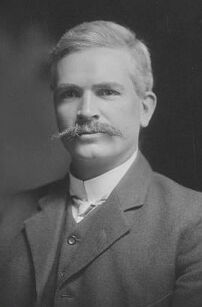
Andrew Fisher

Andrew Fisher (* 29. August 1862 in Crosshouse, Ayrshire, Schottland; † 22. Oktober 1928 in London) war Politiker der Australian Labor Party und dreimaliger Premierminister von Australien in der Zeit von 1908 bis 1909, von 1910 bis 1913 und von 1914 bis 1915.

## Frühe Jahre
Fisher war eines von sieben Kindern von Robert Fisher und Jane Garvin. Sein Vater war ein Grubenarbeiter, der mit neun anderen Männern 1863 eine Lager-Kooperative gründete. Andrew Fisher begann nach den ersten Schuljahren im Alter von 10 Jahren im Kohlebergwerk Crosshouse zu arbeiten. In seiner Freizeit bildete er sich durch Bücher, die er in der Kooperative seines Vaters fand und durch den Besuch der Abendschule weiter. Mit 17 Jahren wurde er zum Sekretär der Bergarbeitervereinigung von Ayrshire gewählt.
1885 wanderte er mit seinem Bruder nach Neuguinea aus, wo er am 17. August 1885 ankam und keine Arbeit fand, daraufhin ging er nach Queensland, Australien. Dort arbeitete er in verschiedenen Kohle- und Goldgruben und erhielt das Zertifikat des Fördermaschinisten. Später entwickelte er zahlreiche wirtschaftliche Aktivitäten und gründete Firmen.

## Politiker

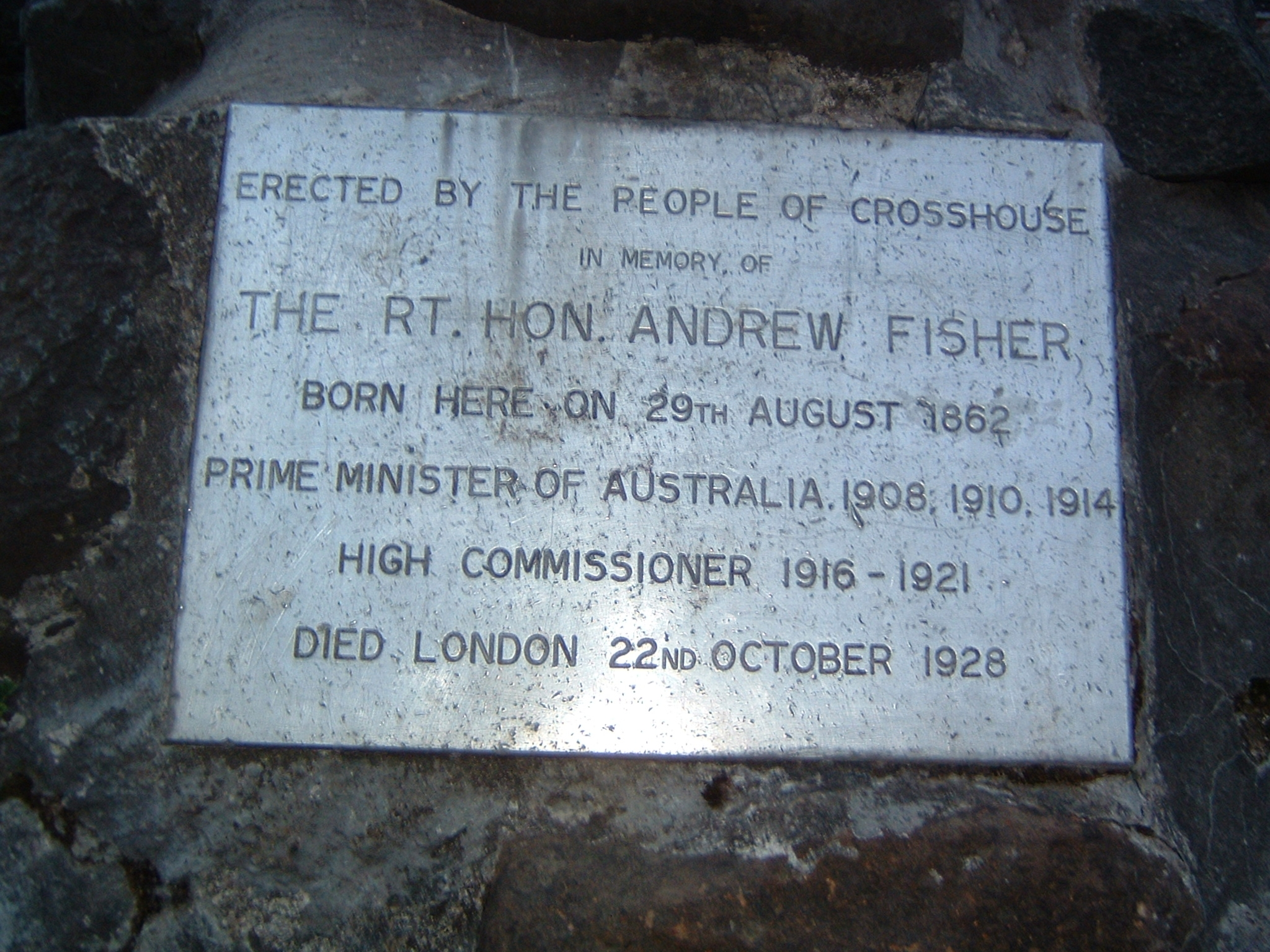
Gedenkplakette für Andrew Fisher in seinem Geburtsort Crosshouse in Schottland

Er ließ sich schließlich in Gympie nieder, wo er 1891 Präsident der vereinten Bergarbeiter sowie der lokalen Australian Labor Party wurde. Am 29. März 1901 anlässlich der ersten allgemeinen Bundeswahlen kam er als Vertreter der Wide Bay in das Parlament, wo er Mitglied bis 1915 blieb. Fisher war gegen die australische Beteiligung am Krieg in Südafrika. Er bekleidete verschiedene Ministerposten bis zum Premierminister. Am 27. Oktober 1915 legte er das Amt als Premierminister aus gesundheitlichen Gründen nieder. Sein Nachfolger als Premierminister wurde Billy Hughes. Von Januar 1916 bis 1921 war er Hochkommissar für Australien in London.
Fisher war unter den frühen Premierministern der erfolgreichste. Seine Regierung gründete die Commonwealth Bank und führte die Papiergeld-Währung ein, erließ Gesetze zur Altersversorgung und zum Mutterschutz, formierte die australische Royal Australian Navy und die bundeseigene Trans-Australian Railway; darüber hinaus setzte die eng mit den Gewerkschaften verbundene Australian Labor Party die Einführung von Mindestlöhnen und den Achtstundentag bundesweit in Australien durch. In seiner Amtszeit wurde Canberra als australische Hauptstadt gegründet. Er gilt in Australien als der erfolgreichste frühen Premierminister.
Der Erste Weltkrieg begann einen Monat vor seinem dritten Amtsantritt. Seine Regierung sandte australischen Soldaten, um in Gallipoli, dem Mittleren Osten und an der Westfront in Europa zu kämpfen und mit Eintritt in den Krieg besetzten australische Truppen die deutsche Kolonie Deutsch-Neuguinea im Pazifik. Es war Fisher, der versprach, das Mutterland bis zum letzten Shilling zu verteidigen.
Fisher heiratete 1901 die 27-jährige Margaret Irvine, mit der er sechs Kinder hatte. Ihm zu Ehren benannt ist die Fisher Bay, eine Bucht an der George-V.-Küste in Antarktika.